# Lâu đài Dębno

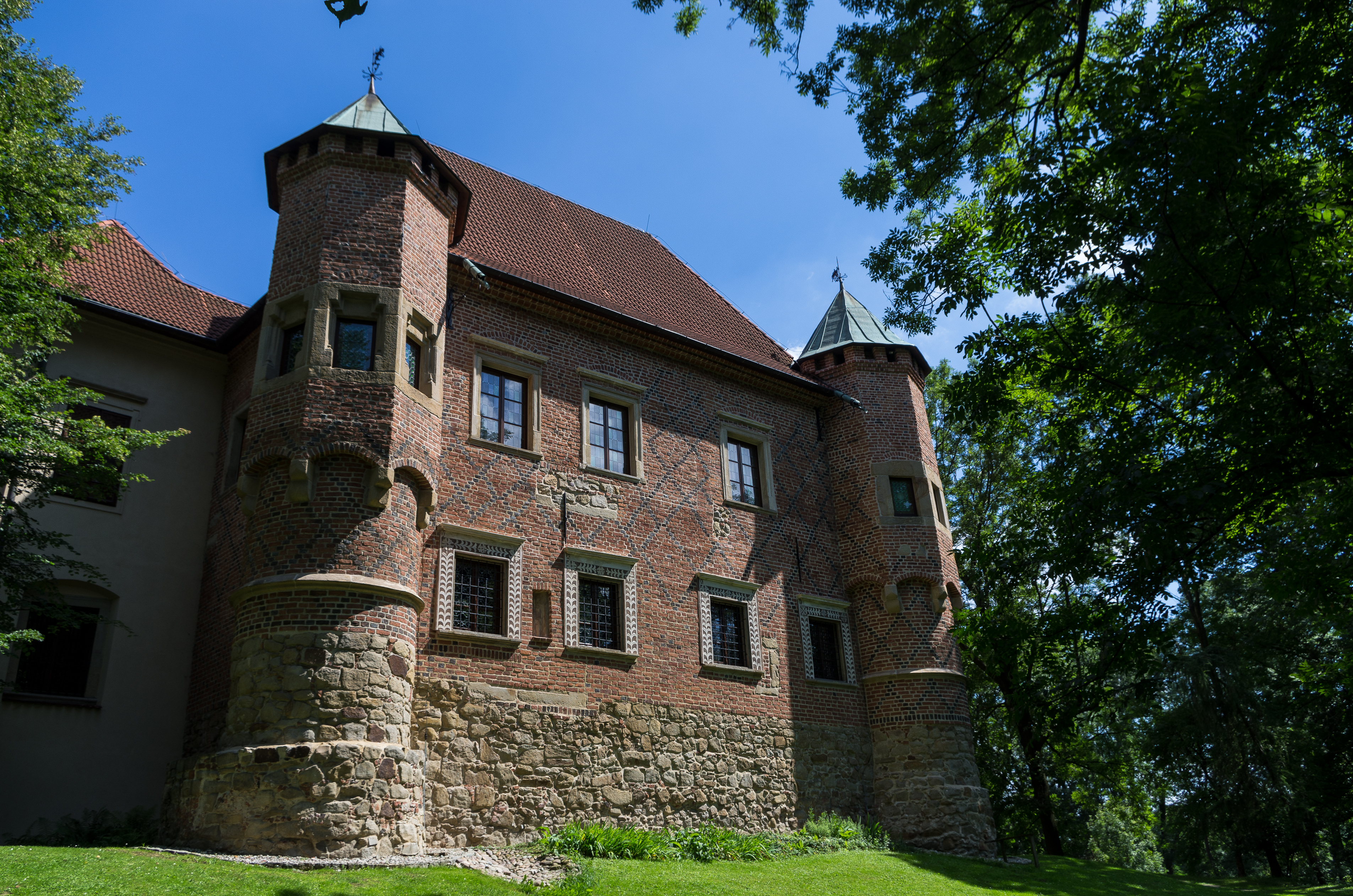
Lâu đài Dębno, nhìn về phía nam

Lâu đài Dębno là một khu phức hợp kiến trúc Gô-tích muộn, được xây dựng vào năm 1470 - 1480 bởi Thủ tướng của Crown và Kasztelan của Kraków, Jakub Dębiński (còn được gọi là Jakub z Dębna), ở làng Dębno phía nam Ba Lan. Nó nằm cách tuyến đường quốc tế châu Âu E40 vài trăm mét về phía nam.

## Lịch sử
Trước khi lâu đài đá được xây dựng, một khu phức hợp làm từ gỗ và đất đã tồn tại trên địa điểm này. Nó có lẽ thuộc về komes Świętoslaw của gia đình quý tộc Gryfita, Kasztelan của Wiślica. Một thời gian vào giữa thế kỷ 14, Dębno đã chuyển sang tay của gia đình Odrowąż có ảnh hưởng, mà Jakub z Dębna, người sáng lập lâu đài, đã sở hữu. Vào năm 1586 lâu đài được xây dựng lại theo phong cách thời kỳ Phục hưng, và tại thời điểm đó nó thuộc về một người Hungary quý tộc Ferenc Wesselini, thư ký của vua Stephen Báthory. Vào cuối thế kỷ 18, một cuộc tu sửa khác đã diễn ra, theo lệnh của gia đình Tarło, người lúc đó là chủ sở hữu của lâu đài. Huy hiệu của Tarło và ngày 1772 vẫn có thể được nhìn thấy qua cổng baroque. Ngoài ra, vào thời điểm đó, một phần của cánh phía bắc của lâu đài đã được thêm vào.
Trong suốt nhiều năm, lâu đài Dębno đã được đổi chủ nhiều lần. Nó thuộc về một số gia đình quý tộc Ba Lan - Lanckoroński, Rogowski, Rudnicki, Spławski (người vào năm 1831 đã tổ chức những người tị nạn tham gia cuộc nổi dậy tháng 11), Jastrzębski. Mặc dù chủ sở hữu đã thực hiện nhiều dự án tu sửa, lâu đài vẫn không thay đổi diện mạo ban đầu. Nó ngày nay bao gồm bốn phân đoạn hình chữ nhật, làm cho một sân trong, hình chữ nhật với một cái giếng. Cánh cổng đi qua một cổng Baroque. Các phòng được trang bị lộng lẫy ở các tầng trên đã bị chủ sở hữu chiếm giữ, trong khi người lao động trong nước sống ở tầng trệt. Lâu đài từng được bao quanh bởi một con hào, bây giờ, có một cây cầu gỗ vĩnh cửu dẫn đến cổng.
Năm 1945, lâu đài được chính phủ Ba Lan tiếp quản, và giữa năm 1970-1978, nó được cải tạo lại. Từ năm 1978, lâu đài Dębno là vị trí của một chi nhánh của Bảo tàng khu vực Tarnów.